# Antoine Guggenheim
Antoine Guggenheim, né le 13 septembre 1960 à Boulogne-Billancourt, est un universitaire français, théologien et prêtre catholique.

## Biographie
Après des études scientifiques, il est diplômé en 1985 ingénieur de l'École nationale supérieure des mines de Nancy.
Il part ensuite étudier la théologie en Belgique, à UCLouvain puis à l'Institut d'études théologiques. Le 26 juin 1993, il est ordonné prêtre du diocèse de Paris en la cathédrale Notre-Dame de Paris. En 1994, il commence à enseigner à l'École cathédrale de Paris, au Collège des Bernardins. Il obtient en 2001 son doctorat canonique de théologie avec une thèse intitulée « Jésus et Israël. Condition et consommation du grand Prêtre et de l'Alliance dans le commentaire de saint Thomas d'Aquin sur l'Épître aux Hébreux ». Il devient alors président de l’École cathédrale. En 2007, il fonde le Pôle de recherche de la faculté Notre-Dame, dont il est le premier directeur jusqu'en 2014,,. Il est aujourd'hui chargé du développement international et des partenariats.
En 2016, il cofonde le think tank et do Tank United Persons for Humanness, dont il est ensuite conseiller scientifique,.
En 2019, il est nommé délégué du service catholique de l'archidiocèse de Paris pour les relations avec l'islam (SCAPRI), en lien avec le Service national pour les relations avec les musulmans (SNRM) de la Conférence des évêques de France,. C'est une figure du dialogue interreligieux en France,,.

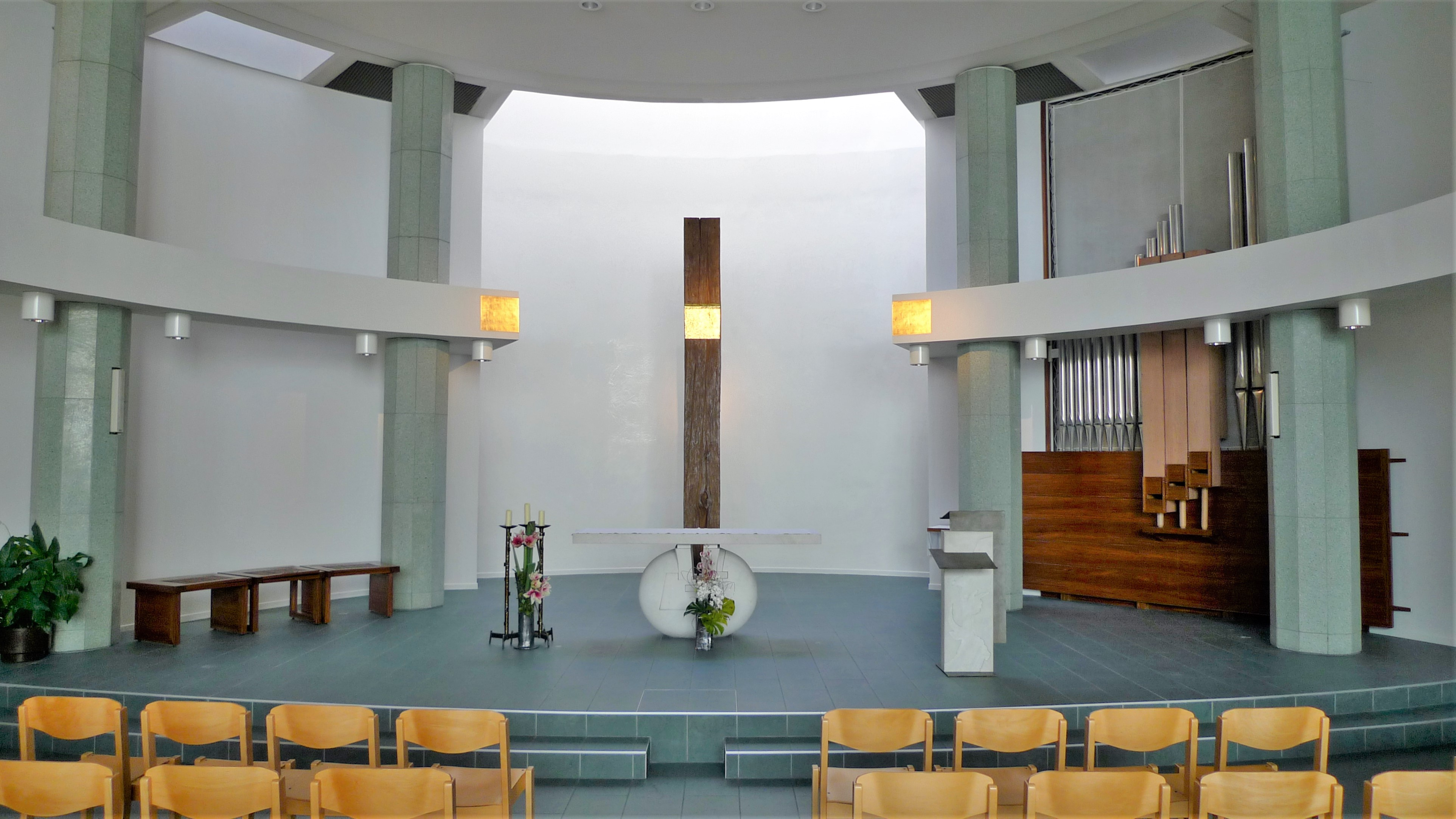
Intérieur de l'église Notre-Dame-d'Espérance,.

En 2020, il est nommé curé de l'Église Notre-Dame-d'Espérance de Paris, une église moderne inaugurée en 1997 dans le quartier de la Bastille. Il est également chanoine et membre de l'équipe nationale du Centre catholique des médecins français (CCMF) et de l'Association française des pharmaciens catholiques (AFPC).

## Publications

### Livres
- Liberté et Vérité. Une lecture philosophique de "Personne et acte" de Karol Wojtyla, Parole et Silence, 2000
- Le Christ Grand Prêtre de l'ancienne et de la nouvelle Alliance. Étude théologique et herméneutique du Commentaire de saint Thomas d'Aquin sur l'Épître aux Hébreux, Parole et Silence, 2004 et 2011
- Les Preuves de l'existence de Dieu : des clefs pour le dialogue, Parole et Silence, 2008  (ISBN 2845736355)
- Pour un nouvel humanisme. Essai sur la philosophie de Jean-Paul II, Parole et Silence, 2011
- La Circoncision, L'Herne  (ISBN 9782851973153)

### Ouvrages collectifs
- Danielle Cohen-Levinas et Antoine Guggenheim (dir.), L'Antijudaïsme à l'épreuve de la philosophie et de la théologie, éditions du Seuil, 2016  (ISBN 978-2-02-129548-1)
- Antoine Guggenheim et Roselyne Dupont-Roc (dir.), Après Jésus : l'invention du christianisme, Albin Michel, 2020  (ISBN 9782226450333)
- Antoine Guggenheim et Gustave Braastad, Béatrix Dagras, Laurent Grzybowski, Yann Maubras, Bruno Parnaudeau, Une pratique chrétienne de la rencontre avec l'islam et les musulmans, Paris, Parole et Silence, 2022, 140 p. (ISBN 2889593959)